# 飛龍公寓
飛龍公寓是上海市的一座公寓建築，竣工於1922年。公寓為合院式佈局，內有中庭，外觀是包豪斯風格。該建築在1999年被列入上海市第三批優秀歷史建築。